# Richard Bona
Richard Bona (Minta, Camarões, 28 de Outubro de 1967) é um baixista de jazz. Seu nome real segundo disse em show em Montreal ao lado de Bobby McFerrin é Bona Pinder Yayumayalolo .
Bona Pinder Yayumayalolo nasceu em uma família de músicos, que o permitiu a iniciar o aprendizado na música . Seu avô era um griot (contador de histórias e cantor tradicional da cultura oeste-africana) e percussionista, e sua mãe era uma cantora. Aos 4 anos, Bona começou a tocar balafon. Com 5 anos, começou a tocar na igreja de seu vilarejo. Pelo fato de sua família não ter muito dinheiro, Bona fabricou muitos de seus instrumentos: incluindo flautas e violões (com cordas retiradas de um velho tanque de motocicleta).
Seu talento se espalhou rapidamente, e ele era convidado com frequência para festivais e cerimônias. Bona aprendeu a tocar violão aos 11 anos, e em 1980, aos 13 anos, ele montou sua primeira banda para um clube de jazz francês em Douala. O proprietário do clube tornou-se seu amigo e o ajudou a descobrir o jazz, em especial a de Jaco Pastorius, no qual inspirou  Bona a mudar seu foco para o baixo elétrico.
Atualmente é professor de música na Universidade de Nova Iorque.

## Discografia
- 1999 : Scenes from my life Columbia Jazz
- 2000 : Kaze Ga kureta Melody, Columbia Jazz
- 2001 : Reverence, Columbia Jazz
- 2003 : Munia: The Tale, Universal Music France
- 2004 : Toto Bona Lokua, com Lokua Kanza & Gerald Toto
- 2005 : Tiki, Universal Music França
- 2008 : Bona Makes You Sweat - Live, Universal Jazz França
- 2009 : The Ten Shades Of Blues, Universal Jazz França

## Ligações Externas
- «Sítio oficial» (em inglês)